# Cypridocopina
Cypridocopina – podrząd małżoraczków z podgromady Podocopa i rzędu Podocopida.
Małżoraczki o karapaksach różnych kształtów, zwykle gładkich lub bardzo lekko punktowanych. Zamek klap najczęściej adontyczny, ale u Macrocypridoidea pięcioelementowy. Odciski mięśni zwieraczy słabo zaznaczone, występują w liczbie pięciu do dziewięciu. Przydatki piątej pary mają endopodity w postaci niewielkich odnóży lokomotorycznych lub zredukowane u samic albo przekształcone w walwy u samców. Siódma para przydatków zmodyfikowana w narządy czyszczące, zagięta ponad tylną częścią ciała. U niektórych gatunków jądra i jajniki przedłużone mogą być do jamy międzyblaszkowej klap karapaksu. Zwapniała blaszka wewnętrzna (lamella) stosunkowo szeroka. Samce maja w grzbietowej części ciała narząd Zenkera, a niekiedy także szczoteczkowaty narząd.
Większość gatunków słodkowodna, ale wiele słonowodnych. Niektóre rozmnażają się dzieworodnie.
Do 2011 roku opisano 2055 gatunków współczesnych. Dzieli się je na trzy nadrodziny:
- Cypridoidea Baird, 1845
- Macrocypridoidea Müller, 1912
- Pontocypridoidea Müller, 1894